# 徐江 (弘治進士)
徐江（1470年—？），字德瀾，順天府大興縣匠籍直隶吴江县人，明朝政治人物。

## 生平
順天府鄉試第七十名舉人。弘治十二年（1499年）中式己未科會試第二百二十一名，二甲第五十三名進士。

## 家族
曾祖徐真；祖徐仲贤；父徐忠。母吴氏。永感下。兄徐海（文思院副使）。